# Pachyurus
Pachyurus is een geslacht van straalvinnige vissen uit de familie van ombervissen (Sciaenidae). Het geslacht is voor het eerst wetenschappelijk beschreven in 1831 door Agassiz.

## Soorten
- Pachyurus schomburgkii Günther, 1860
- Pachyurus squamipennis Agassiz, 1831
- Pachyurus adspersus Steindachner, 1879
- Pachyurus bonariensis Steindachner, 1879
- Pachyurus calhamazon Casatti, 2001
- Pachyurus francisci (Cuvier, 1830)
- Pachyurus gabrielensis Casatti, 2001
- Pachyurus junki Soares & Casatti, 2000
- Pachyurus paucirastrus Aguilera, 1983
- Pachyurus stewarti Casatti & Chao, 2002